# Peter Lindgren

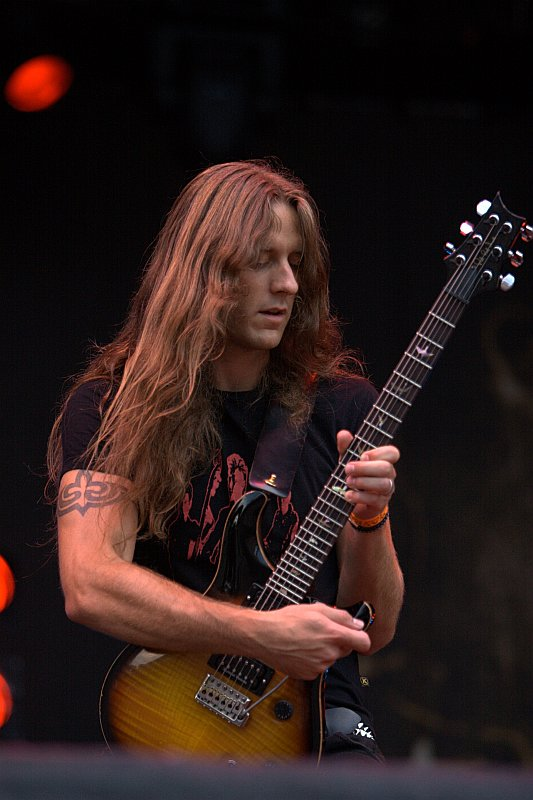
Peter Lindgren

Peter Lindgren (Stockholm, 6 maart 1973) was van 1991 tot 2007 de gitarist van de Zweedse deathmetalband Opeth. Hij woont met zijn vrouw in Stockholm. Inspiratiebronnen voor Lindgren zijn Jeff Buckley, Eddie Van Halen, Iron Maiden (de vroege albums) en Master of Puppets van Metallica.
Qua instrumentaria en geluid gebruikt Lindgren de Paul Reed Smith Custom 24, Les Paul Gibson Custom 1974, Gibson SG 1991, Laney VH100R en Boss GT-6.
- Bibsys: 8014928
- Gemeinsame Normdatei: 1121830684
- MusicBrainz: 35033f24-ba26-4488-b934-0cf2ec94c1d2
- Nationale Bibliotheek van Tsjechië: xx0202100
- Virtual International Authority File: 23145971376432330717
- WorldCat: E39PBJgd678Y87fY4DjcT6QTHC